# 诺德英蓝国金中心
諾德英藍國金中心，是中國天津市的一座摩天大樓，位于濱海新區于家堡金融區，高300公尺、63層樓，於2011年動工、預計2025年完工，完工後为天津第七高樓。